# Homefront (filme)
Homefront (Brasil: Linha de Frente ) é um filme de ação e suspense dirigido por Gary Fleder. O filme é baseado no romance de mesmo nome de Chuck Logan e foi adaptado em um roteiro escrito por Sylvester Stallone. É estrelado por Jason Statham, James Franco, Winona Ryder e Kate Bosworth. As filmagens começaram em 1 de outubro de 2012, em Nova Orleans.
O filme foi lançado nos cinemas dos Estados Unidos em 27 de novembro de 2013. O filme foi originalmente planejado para ser lançado em 2014.

## Enredo
Phil Broker (Jason Statham), um ex-agente da DEA, vê sua tranquila vida familiar virar de cabeça para baixo quando seu caminho cruza com um bando de traficantes de drogas, liderada por Gator (James Franco), um chefão do tráfico de metanfetamina.
Depois de uma operação secreta em que, Danny T (Chuck Zito), o líder de uma gangue de motociclistas vai para a cadeia, Phil Broker se retira da DEA para uma seguir uma vida tranquila em uma pequena cidade do interior dos Estados Unidos. Depois de uma briga na escola entre a filha de Broker, Maddy (Izabela Vidovic), e um valentão local, a mãe do valentão diz a seu irmão Gator para assustar Broker. Depois de invadir a casa de Broker, Gator descobre que Broker é o agente que colocou Danny T na cadeia. Gator pede a ajuda do capanga de Danny T, Cyrus Hanks (Frank Grillo).
Cyrus e sua equipe tentam atacar Broker e raptar sua filha. Broker mata Cyrus e sua equipe no processo, mas não consegue resgatar sua filha, que foi levada por Mott (Winona Ryder) a bordo de uma lancha e seu amigo Tito (Omar Benson Miller) foi baleado. Broker consegue entrar em contato com Maddy, que ia, ao mesmo tempo, sendo localizada pelo xerife. Broker chega ao galpão de Gator, onde o chefão discorda o porquê de Mott ter levado Maddy. A irmã de Gator, Cassie (Kate Bosworth), intervém sobre a presença de Maddy no local e pega a garota para levá-la embora, mas antes, Gator atira acidentalmente no estômago de Cassie.
Broker persegue Gator, que toma Maddy refém pelas ruas em direção a uma ponte, onde eles estão cercados pelo xerife e seus homens. Na entrada da ponte, o carro de Broker capota, mas ele sobrevive. Gator aponta sua arma na cabeça de Broker, mas a presença de Maddy o impede de mata-lo. Broker, por sua vez, consegue sair do carro, e a partir dali, começa a bater em Gator até ele ficar inconsciente. Logo após, Broker aponta sua arma na cabeça de Gator, mas a presença de Maddy o impede de matá-lo. Gator e Mott são, então, presos pela polícia por seus crimes; Cassie e Tito sobrevivem de suas feridas, e Broker se reúne com Maddy.

## Elenco
- Jason Statham como Phil Broker
- James Franco como Morgan "Gator" Bodine
- Winona Ryder como Sheryl Marie Mott
- Kate Bosworth como Cassie Bodine Klum
- Rachelle Lefevre como Susan Hetch
- Frank Grillo como Cyrus Hanks
- Clancy Brown como Xerife Keith Rodriguez
- Izabela Vidovic como Maddy Broker
- Chuck Zito como Danny "T" Turrie
- Christa Campbell como Lydia
- Stuart Greer como Lewis
- Omar Benson Miller como Tito

## Recepção
Homefront recebeu comentários mistos da crítica especializada. No Rotten Tomatoes, o filme tem uma classificação de 42%, com uma pontuação média de 4.8/10, com base em 95 comentários. O consenso do site diz: "Enquanto possui um elenco capaz, Homefront é decepcionante, maçante e remonta thrillers de ação clássicos sem acrescentar nada ao gênero". No agregador Metacritic, que atribui uma classificação normalizada de 100 com base em comentários de críticos principais, o filme tem uma pontuação de 39 com base em 35 comentários, considerado "revisões geralmente desfavoráveis".